# Sergueï Stoliarov
Pour les articles homonymes, voir Stoliarov.
Sergueï Stoliarov, né dans le village de Bezzoubovo (gouvernement de Toula) le 1er novembre 1911 et mort à Moscou le 9 décembre 1969, est un acteur soviétique.

## Filmographie partielle
- 1935 : Aerograd (Аэроград) d'Aleksandr Dovjenko : Vladimir
- 1935 : Amour et Haine d'Albert Gendelstein
- 1936 : Le Voyage cosmique (Космический рейс) de Vassili Zouravlev : responsable du départ
- 1936 : Le Cirque de Grigori Alexandrov et Isidor Simkov : Ivan Martynov
- 1938 : Rouslan et Ludmila de Viktor Nevejine et Ivan Nikitchenko (ru)
- 1939 : Les Marins (Моряки) de Vladimir Braun : capitaine Aleksandr Beliaev
- 1939 : Vassilissa la Belle d'Alexandre Rou : Ivan
- 1940 : La Mort de l'Aigle de Vassili Jouravlev : Fiodor Tchistiakov
- 1942 : Nos jeunes filles d'Abram Room
- 1942 : Tonia (Тоня) d'Abram Room : capitaine Pavlov
- 1944 : Ivan le Terrible de Sergueï Eisenstein (première partie - non crédité)
- 1944 : Kachtcheï l'immortel (Кащей Бессмертный) d'Aleksandr Rou [fiction, 63 min] : Nikita Kojemiaka
- 1946 : L'Ancien vaudeville (Старинный водевиль) d'Igor Savtchenko [fiction, 68 min] : Faddei Ivanovitch
- 1947 : Les Routes bleues (Голубые дороги) de Vladimir Braun : Razgovorov
- 1950 : Loin de Moscou (Далеко от Москвы) de Aleksandr Stolper [fiction, 111 min] : Aleksandr Rogov
- 1952 : Le Tour du monde de Sadko d'Alexandre Ptouchko: Sadko
- 1955 : Le Mystère des deux océans (Тайна двух океанов) de Konstantin Pipinachvili [fiction, 151 min] : Capitaine Vorontsov
- 1956 : Le Géant de la steppe d'Alexandre Ptouchko : Aliocha Popovitch
- 1957 : Connu personnellement (Лично известен) de Erasme Karamian et Stepan Kevorkov [108 min] : Vassili Nikitich, le révolutionnaire
- 1957 : Saga du premier amour (Повесть о первой любви) de Vassili Levine [89 min] : Mitia Borodine
- 1959 : L'Homme change de peau (Человек меняет кожу) de Rafail Perelstein [174 min] : Vladimir Sinitsyne
- 1960 : Ils avaient 19 ans (Им было девятнадцать) de Vladimir Kotchetov [fiction, 2170 m] : Anatoli Beskov
- 1965 : Ils ne passeront pas (Они не пройдут) de Siegfried Kühn [fiction, 82 min] : Aleksei Iakimov
- 1965 : Karl Marx (Год как жизнь) de Grigori Rochal [fiction, 103 min] : Gelen
- 1966 : Interroge ton cœur (Спроси свое сердце) d'Emir Faïk : Fiodor Korjavine
- 1967 : La Nébuleuse d'Andromède (Туманность Андромеды) d'Evgueni Cherstobitov (ru) : Dar Weter

## Distinctions
- prix Staline (1951), pour le rôle de Rogov dans le film Loin de Moscou (1950)
- ordre du Drapeau rouge du Travail
- ordre de l'Insigne d'honneur